# ألم الصدر
ألم الصدر هو ألم في أي منطقة في الصدر. ألم الصدر من الممكن أن يكون عرضًا مرضيًا لعدد من الاضطرابات المرضية الخطيرة وعموما يعتبر حالة طارئة. ألم الصدر من الممكن تمييزه إلى ما هو مرتبط بالقلب وإلى ما هو غير مرتبط به. ألم الصدر القلبي يسمى بالذبحة الصدرية. بعض أسباب ألم الصدر غير القلبي تتضمن مشاكل معدية-معوية أو عضلية أو رئوية. على الرغم من أن ألم الصدر قد لا يكون مرتبطا بمشكلة في القلب إلا أن ألم الصدر غير القلبي قد يكون نتيجة مرض خطير. من الممكن أن تصاحب ألم الصدر أنواع مختلفة من الآلام والأعراض تبعا لعمر الشخص وجنسه وحالاته الطبية السابقة. تحديد سبب ألم الصدر يتم عبر مراجعة التاريخ الطبي للشخص والقيام بالفحص البدني وغيرها من الفحوص الطبية. التدبير العلاجي لألم الصدر يعتمد على السبب الرئيسي له.
ألم الصدر مشكلة شائعة:
- في الولايات المتحدة الأمريكية يحال ما يقدر بحوالي 6-8 ملايين شخص سنويا إلى الطوارئ بسبب ألم الصدر.
- ما يقدر بحوالي 60-70% من المرضى بألم الصدر في الطوارئ يحالون إلى وحدة المراقبة أو المستشفى.
- مليونا شخص سنويا يحالون إلى إجراءات التشخيص بمتلازمة الشريان التاجي الحادة.
- حوالي ثمانية بلايين دولارات تصرف سنويا لتقييم شكوى ألم الصدر.
- الأطفال المصابون بألم الصدر يمثلون ما بين 0.3% إلى 0.8% من زيارات قسم طوارئ الأطفال.

## الاستعلان Presentation
قد يظهر الم الصدر بطرق مختلفة تبعا للتشخيص الاساسي له. الم الصدر قد يختلف أيضا من شخص لشخص حسب العمر والجنس والوزن وغيرها من الفوارق. الم الصدر قد يظهر كاحساس بالطعن أو الحرقة أو مؤلما أو حادا أو كاحساس بالضغط على الصدر. الم الصدر قد ينتقل إلى مناطق أخرى في الجسم. من تلك المناطق الرقبة والذراع اليمنى أو اليسرى والعمود الفقري العنقي والظهر واعلى البطن. الاعراض الأخرى المرتبطة بالم الصدر قد تتضمن الغثيان والتقيؤ والدوار وضيق التنفس والقلق والتعرق. نوع الالم وحدته ومدته والاعراض المصاحبة له قد تساعد في التوصل للتشخيص والعلاح الصحيحين.

## الأسباب

### القلب والأوعية الدموية
- تزامن اعراض المرض الحادة للشريان التاجي
  - ذبحة صدرية غير مستقرة—يتطلب عناية طبية طارئة ولكن لا تدخل اولي كما هو الحال في احتشاء عضلة القلب.
  - احتشاء عضلة القلب («ازمة قلبية».)
- تشريح الأبهري
- التامور(غشاء القلب الخارجي) و (tamponade القلب)
- ارهيثميا (Arrhythmia) الرجفان الاذيني(atrial fibrillation) وعدم انتظام ضربات أخرى يمكن أن تسبب ألم في الصدر.
- ذبحة صدرية مستقرة—وهذا يمكن علاجها طبيا من أنها، وأنها ليست حالة طارئة بمعناها الدقيق

### الرئوية
- انسداد رئوي
- الالتهاب الرئوي
- هيموثوركس (Hemothorax)
- استرواح الصدر (Pneumothorax) وتوتر استرواح الصدر (Tension pneumothorax)
- ذات الجنب (Pleurisy)—التهاب الذي يمكن أن يسبب الم في التنفس.

### الجهاز الهضمي (GI)
- أمراض الجهاز الهضمي العلوي
  - مرض الارتجاع (GERD) والأسباب الأخرى لحرقة في المعدة.
  - فتق حجابي (التي قد لا تصاحب GERD)
  - ال (تعذر الارتخاء المريئي) وكسر المرى (esophagusnutcracker) وغيرها من الاضطرابات العصبية والعضلية في المريء.
  - عسر الهضم الوظيفي

### جدار الصدر
- مشاكل هياكل جدار الصدر
  - التهاب الغضروف الضلعي أو Tietze تناذر—صورة حميدة وغير مؤذية للالتهاب العظم و الغضروف غالبا ما تكون خاطئة لأمراض القلب
  - مشكلة العصب الشوكي
  - فيبروميالغيا (Fibromyalgia)
  - مشاكل جدار الصدر.
  - اعتلال الجذور
  - متلازمة المسكة البركية
  - شروط الثدي
  - الحلأ النطاقي المعروف باسم القوباء المنطقية

### نفسية
- نفسية
  - الشعور بالذعر
  - القلق
  - اكتئاب سريرية
  - اضطراب Somatization
  - الوسواس

### اسباب أخرى
- - متلازمة المبالغات غالبا ما يكون مع ألم في الصدر والإحساس بالوخز في رؤوس الأصابع وحول الفم.
  - دا كوستا تناذر
  - مرض بورنهولم(Bornholm): وهو مرض فيروسي يمكن أن تتشابه أعراضه مع العديد من الأعراض الأخرى.
  - Precordial الصيد متلازمة—آخر حميدة وغير مؤذية شكل حاد وألم في الصدر محلية غالبا ما تكون خاطئة لأمراض القلب
  - التسمم بأول أكسيد الكربون
  - غرناوية (Sarcoidosis)
  - التسمم بالرصاص
  - ارتفاع ألم في البطن ويمكن أيضا ميميك (mimick)ألم في الصدر

## التحليل
كما هو الحال في تاريخ الطب الدقيق والفحص البدني أنه لأمر ضروري في فصل الأسباب الخطيرة من ألأسباب التافهة من المرض، وغالبا إدارة آلام الصدر ما تجرى على وحدات متخصصة (تسمى وحدات التقييم الطبية) للتركيز على التحقيقات. وفي كثير من الأحيان التشخيص السريع يمكن أن ينقذ الحياة، ويجب أن يتم بدون مساعدة من الأشعة السينية أو فحص الدم (مثل التشريح الأبهري). سوف يتجه التشخيص الطبي غير المرئي (الذي يعتمد علي روية الاعراض للمرض فقط دون الفحص) المباشر لنحو تشخيص أسباب معينة، مثل إشارة ليفين (Levine's sign) لنقص تروية القلب. إلا أن هناك اختبارات إضافية مطلوبة لإثبات التشخيص.
وطبيب طب الطوارئ يركز أيضا على التغيرات الصحية الأخيرة، والتاريخ الأسري من حيث (تصلب الشرايين من السابق لأوانه، اضطرابات الكولسترول)، التدخين، السكري وعوامل الخطر الأخرى.
ملامح الألم توحي من نقص الأوكسجين في القلب ويصف الألم والثقل؛ الإشعاع من الألم إلى الرقبة أو الفك أو الذراع الأيسر. التعرق، والغثيان، والخفقان، وألم عند عمل مجهود؛ الدوخة؛ ضيق في التنفس وإحساس «من شيكة العذاب (الشعور بالهلاك الوشيك)».
على أساس ما سبق، عددا من الاختبارات يتم اجرائها وهي:
- الأشعة السينية علي الصدر و/ أو البطن (الفحص بالاشعة المقطعية قد يكون أفضل، ولكن غالبا ما تكون غير متوفرة)
- فحص كهربائي (تخطيط القلب)
- سكينتيغرفي (التصوير الومضاني) أو (تصوير الأوعية الدموية الرئوية بالأشعة المقطعية) (عندما يشتبه في الانسداد الرئوي)
- اختبار للدم:
  - تحليل عينة دم كاملة
  - المنحل بالكهرباء وظيفة الكلى (الكرياتينين creatinine)
  - انزيم الكبد
  - الكرياتين كيناز (كورونا ميغابايت والكسر في العديد من المستشفيات)
  - تروبونين I أو T(تشير إلى أضرار عضلة القلب)
  - مد ثنائي الوحدات (عند الشك لانسداد رئوي موجودا ولكن منخفض)
  - مصلالأميليز لاستبعاد التهاب حاد في البنكرياس

## التفسير
في البحث عن سبب وتاريخ معين من قبل المريض وغالبا ما تكون أهم أداة. في الذبحة الصدرية، على سبيل المثال، اختبارات الدم وغيرها من التحليلات ليست حساسة بما فيهِ الكفاية. ويتبع الأطباء منهج استبعاد الأسباب الأكثر خطورة لالام الصدر في البداية (على سبيل المثال، نوبة قلبية، جلطة دموية في الرئة، وتمدد الأوعية الدموية). واهمية تحديد الأسباب الخطيرة والاقل خطورة للمرض واستبعاد بعضها هو تسهيل التشخيص لتحديد السبب الاصلي للالام. وغالبا لايكون هناك سبب محدد للمرض، لذلك تعرف اعراض الالام الصدر طبيا علي انها غير مفسرة، ولكن يكمن التركيز في هذة الحالات من الامراض علي استبعاد الأسباب الخطيرة للمرض وطمانة المريض. إذا الاعراض القلبية الحادة («الذبحة الصدرية غير المستقرة») يكون مشتبه بهذة الاعراض، والعديد من المرضى يوضعوا تحت الملاحظة لفترة وجيزة، متتابعة ECGs، وتحديد مستويات انزيمات القلب على مر الزمن (كورونا ميغابايت CK-MB، تروبونين أو الميوجلوبين). في بعض الأحيان، في وقت لاحق من اختبار المريض قد يكون من الضروري متابعة واتخاذ قرارات أفضل لتحديد الأسباب والعلاج.